# Outsourced (televisieserie)
Outsourced is een Amerikaanse comedyserie, gesitueerd in een Indiaas callcenter.
Ken Kwapis baseerde de serie op de gelijknamige film uit 2006. Ze werd van 23 september 2010 tot 12 mei 2011 door het National Broadcasting Company (NBC) uitgezonden. De afleveringen werden opgenomen in Los Angeles. Op 31 mei 2011 kondigde NBC aan dat er geen tweede seizoen zal volgen.

## Verhaal
Outsourced gaat over een Amerikaan die naar India verhuist om als manager in een callcenter voor het bedrijf Mid America Novelties te werken. Hij heeft de leiding over Indiase telefoonverkopers en legt hen de Amerikaanse cultuur uit, terwijl hij zelf de Indiase cultuur leert kennen.

## Personages
- Todd Dempsy (Ben Rappaport), een man uit Kansas City die naar India wordt overgeplaatst om als manager te werken bij een callcenter.
- Rajiv Gidwani (Rizwan Manji), een nurkse assistent-manager van Mid America Novelties, die op Todds baan aast.
- Manmeet (Sacha Dhawan), een telefoonverkoper die droomt van de Verenigde Staten en al gauw goede vrienden wordt met Todd.
- Asha (Rebecca Hazlewood), een telefoonverkoper op wie Todd een oogje heeft. Hun liefde wordt gedwarsboomd doordat Asha uitgehuwelijkt wil worden.
- Gupta (Parvesh Cheena), een praatgraag buitenbeentje, die voortdurend op aandacht uit is.
- Madhuri (Anisha Nagarajan), een verlegen verkoopster, wier inkomen haar hele familie ondersteunt.
- Charlie Davies (Diedrich Bader), een manager van een callcenter voor het bedrijf All-American Hunter. Hij is verliefd op Tonya.
- Tonya (Pippa Black), een Australische manager van een callcenter voor het bedrijf Koala Airlines. Ze krijgt op den duur een relatie met Todd.